# Yavin
Yavin je fiktivní planeta ze světa Star Wars. Je to rudý plynný obr, kolem kterého obíhá obyvatelný měsíc Yavin 4, jež svého času sloužila jako hlavní základna povstalecké armády těch, kteří bojovali proti Impériu.

## Popis
Celý povrch Yavinu pokrývají hustá rudá mračna, která jsou poháněna mimořádně silnými magnetickými bouřemi velkou rychlostí. Víry a bouře jsou natolik intenzivní, že jakákoliv vesmírná loď, jež se odváží vstoupit do atmosféry planety, se bez řádné navigace z oběžné dráhy snadno ztratí. Ztracená loď je poté zachycena víry, o nichž se věří, že stáhnou vše v dosahu k jádru planety, kde je pod drtivým tlakem cokoliv snadno zničeno.
Přestože je ve světě Star Wars známo pár plynných obrů, jež poskytuje ve svých oblacích přívětivé podmínky pro život, Yavin mezi ně nepatří. Naopak vše živé rozdrtí svou ohromnou gravitací, jež lehce přesahuje čtyřnásobek standardních 9,81 ms−2. Přívětivé životní podmínky namísto planety nabízí trojice z 26 yavinských měsíců.

## Historie
Při bitvě o Yavin v roce 0 nalezla obávaná hvězda smrti základnu rebelů na Yavinu 4 a trvalo přes půl hodiny, než celý komplex planetu obletěl, aby mohl velkomoff Tarkin nařídit zničení celého měsíce. Rebelům se povedlo hvězdu smrti zničit dříve, než se Tarkinovi povedlo udělat z měsíce masivní soustavu prstenců. Rebelové i přes výhru byli prozrazeni a museli útočiště u této Rudé planety navždy opustit.

## Měsíce Yavinu

### Yavin 4
Yavin 4 je fiktivní měsíc ve světě Star Wars. Byl jedním ze tří obytných měsíců obíhajících kolem rudého plynného obra Yavin, na němž nikdy nikdo nebyl schopen přistát kvůli vysokým rychlostem větrných bouří. Yavin 4 byl pokryt převážně džunglí a deštnými pralesy, a přestože je vzdálený od civilizace, hrál důležitou roli v galaktické historii, když posloužil jako základna Aliance Nové republiky během bitvy o Yavin a jako bojiště v dalších bitvách Galaktické občanské války.

### Yavin 8
Chladný měsíc pokrytý převážně tundrou. Jenom v rovníkových oblastech byla voda v kapalném stavu. Existuje zde sice život, ale není moc pestrý. Nacházel se tu jediný inteligentní druh zvaný Melodie. Jednalo se o hadovité obojživelníky, kteří trávili dospělý život pod vodou. Tato rasa si však vysloužila nepřátelství císaře Palpatina, který zahájil svou genocidu. Jediný přeživší byl Tarron Neb.

### Yavin 13
Horký pouštní měsíc plný skalnatých plání a lesy kaktusů. Nicméně, měl také travnaté pláně, hlavně na jeho jižní polokouli, kde se nacházelo mělké moře, které šířilo to málo vlhkosti do atmosféry. Na Yavinu 13 byly dva inteligentní druhy: Gerbs a hadovití Slithové. V minulosti se Yavin 13, neřídil žádnou planetární vládou, ale samostatnými kmeny, hlavně díky své odlehlosti ke zbytku galaxie. Slithové žli kočovně lovili a sbírali plody ve skalních oblastech, zatímco Gerbs žili v malých komunitách v podzemních doupatech a farmařili na pastvinách. Byli schopni vedle sebe žít v míru, ale ani jeden z těchto druhů nevěděl téměř nic o jiných světech a technologiích, protože nikdy neopustili Yavin 13. Yuuzhan Vongové nakonec zničili veškerý život na Yavinu 13 a vymýtili tak obě dvě rasy.